# Verde Que Te Quero Rosa
Verde Que Te Quero Rosa é o terceiro álbum de estúdio do sambista carioca Cartola, lançado em 1977 pelo selo RCA Victor. Dentre as faixas do disco, a canção "Nós Dois" foi composta especialmente para o casamento com Dona Zica, em 1964.[carece de fontes?]

## Álbum
A capa do disco é uma foto de Cartola tomando um café servido por sua esposa e com um cigarro na mão. O próprio sambista sugeriu que se utilizasse uma xícara verde e um pires rosa, de modo a aludir ao título do disco. Ele aparece com seu costumaz óculos escuros, que ele usava para esconder a pálpebra esquerda, que ficara mais inchada que a outra após uma cirurgia plástica no nariz. Em sua mão, é possível ver um anel com uma lira, simbolizando sua paixão pela música.

## Faixas

### Disco
Lado A
1. "Verde que te quero rosa" 3:10 (Cartola - Castelo)
2. "A canção que chegou" 3:00 (Cartola - Nuno Veloso)
3. "Autonomia" 2:38 (Cartola)
4. "Desfigurado" 3:24 (Cartola)
5. "Escurinha" 1:49 (Geraldo Pereira - Arnaldo Passos)
6. "Tempos idos" 3:32 (Cartola - Carlos Cachaça)

Lado B
1. "Pranto de poeta" 3:32 (Guilherme de Brito - Nelson Cavaquinho)
2. "Grande Deus" 3:10 (Cartola)
3. "Fita meus olhos" 2:46 (Cartola - Osvaldo Vasquez)
4. "Que é feito de você" 2:49 (Cartola)
5. "Desta vez eu vou" 2:30 (Cartola)
6. "Nós dois" 2:36 (Cartola)